# Horace His de La Salle
Aimé-Charles His de la Salle, connu sous le prénom de Horace, né le 11 février 1795 à Paris et mort le 28 avril 1878 à Neuilly-sur-Seine, est un érudit et collectionneur d'art français.

## Biographie
Fils d'un écrivain peu renommé et d'une musicienne talentueuse, Hélène de Montgeroult (née De Nervo), le jeune Aimé-Charles entre à l’École militaire
et rejoint les Gardes du Roi. De convictions royalistes, il reste fidèle à Louis XVIII qu'il accompagne à Gand en 1815. Il poursuit une carrière militaire qu'il interrompt en 1826 pour suivre en Italie sa mère malade qui meurt en 1836 à Florence. Ce séjour italien sera la source de sa passion définitive pour les arts et la collection qu'il avait vu naître dès ses années de collège et qui ne le quittera plus.

## Exposition
- Officier et gentleman au XIXe siècle. La collection Horace His de la Salle, 7 novembre 2019 - 10 février 2020 - Musée du Louvre, Paris[3].

## Quelques éléments des collections de His de La Salle

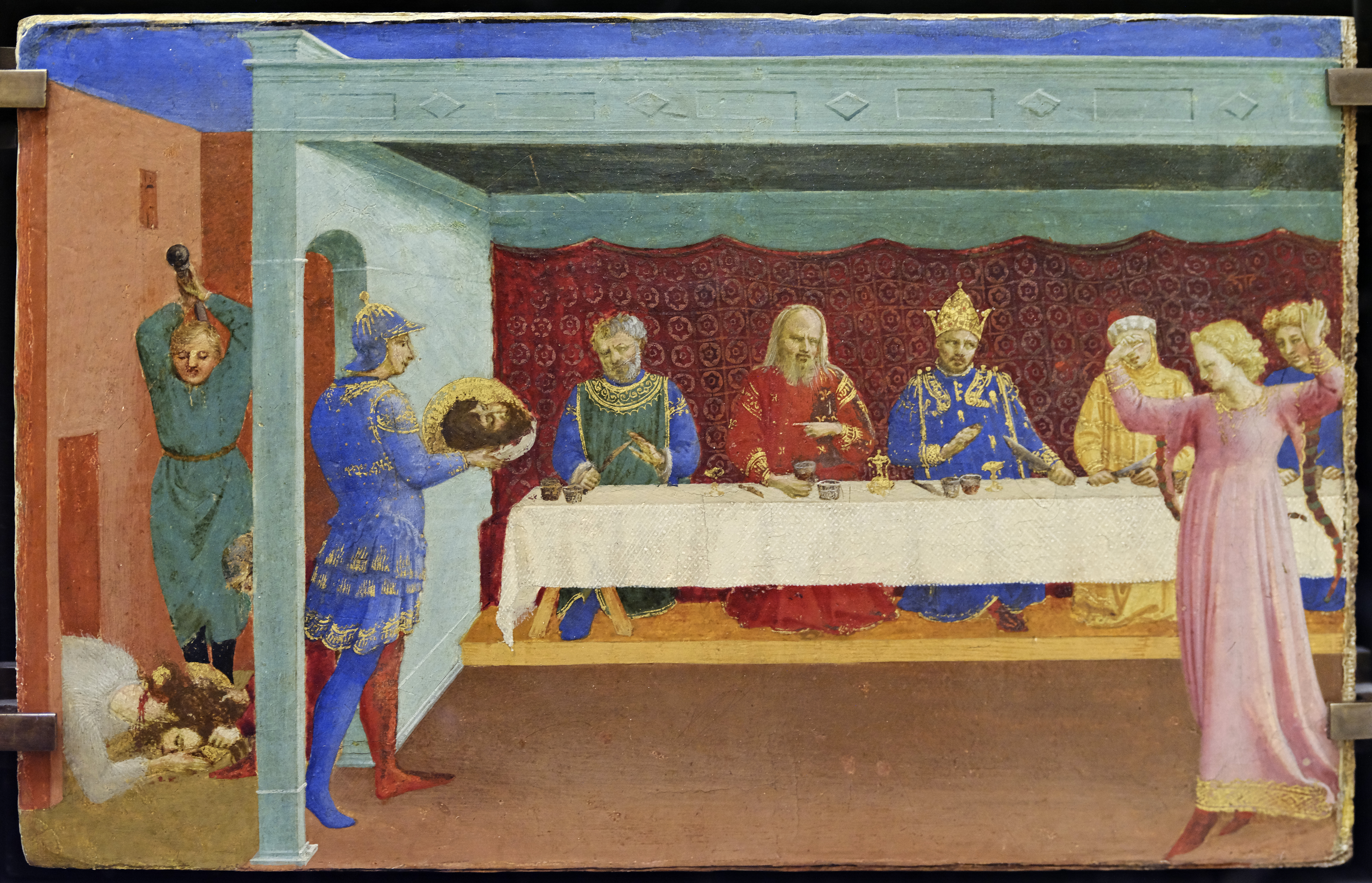
La Décollation de saint Jean Baptiste et le Banquet d'Hérode, Fra Angelico.
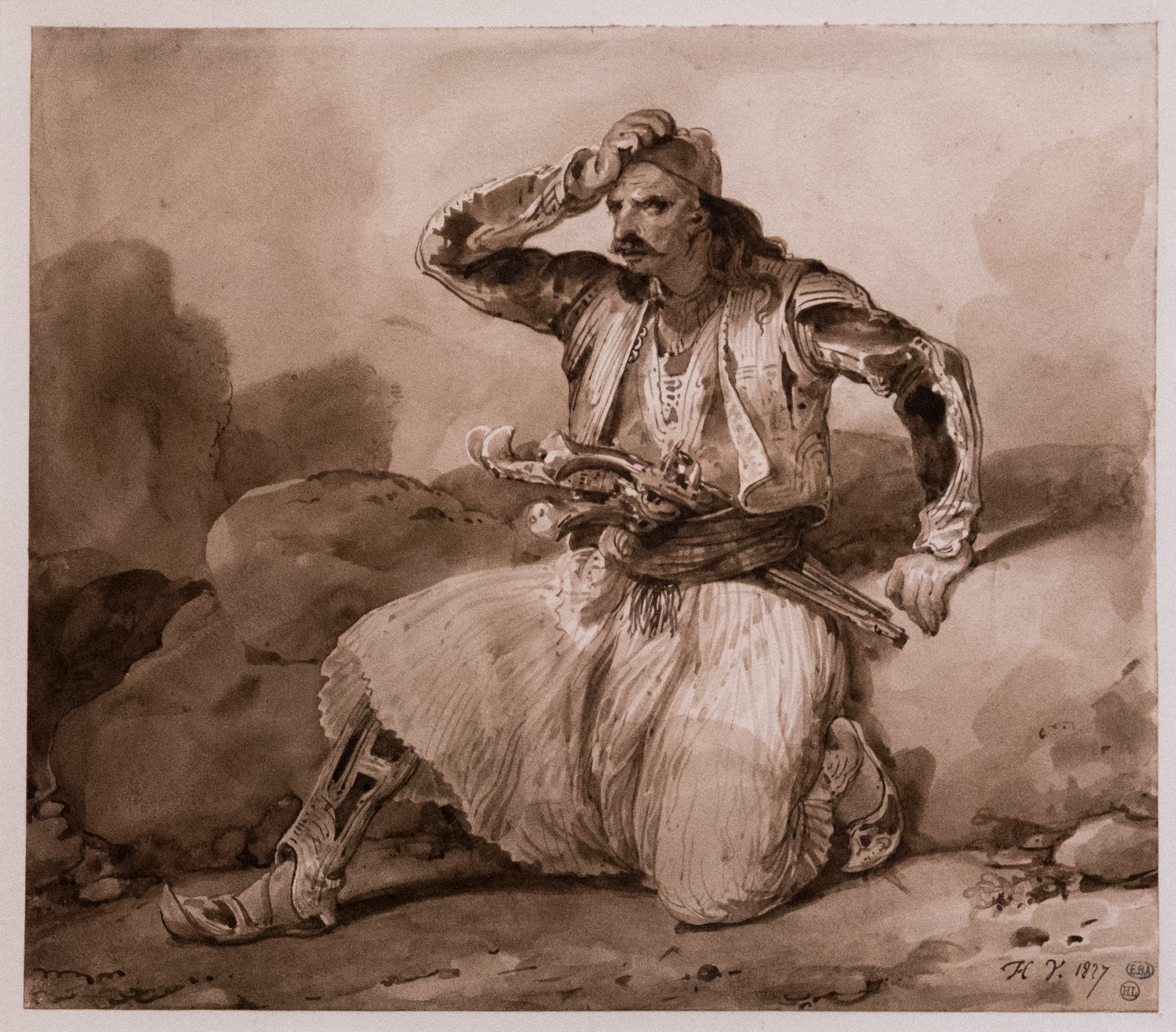
Guerrier turc, lavis, 1827, Horace Vernet, collection de l'École nationale supérieure des Beaux-Arts, Paris.